# Márton Szivós

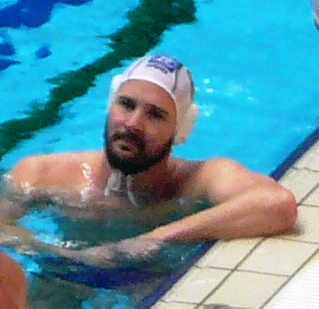
Márton Szívós

István Márton Szivós (* 19. August 1981 in Budapest) ist ein ungarischer Wasserballer. 
Szivos gewann mit der ungarischen Nationalmannschaft drei Silbermedaillen: bei der Weltmeisterschaft 2005 hinter der Mannschaft von Serbien und Montenegro, bei der Europameisterschaft 2006 hinter Serbien und bei der Weltmeisterschaft 2007 hinter Kroatien. Nachdem er 2008 nicht in die Olympiamannschaft berufen worden war, kehrte er 2009 in die Nationalmannschaft zurück und wurde 2009 Fünfter bei der Weltmeisterschaft, 2011 erreichte die Mannschaft den vierten Platz. Bei der Europameisterschaft 2012 gewann die ungarische Mannschaft die Bronzemedaille. 
Szivós war von 2001 bis 2005 fünfmal ungarischer Meister mit Domino BHSE, der Wasserballabteilung von Honvéd Budapest. 2006 war er italienischer Meister mit Pro Recco. Danach kehrte er für sechs Jahre zu Honvéd zurück, bis er 2012 nach Szeged wechselte.
Márton Szivós entstammt einer Wasserballerfamilie, sein Großvater István Szívós senior war Olympiasieger 1952 und 1956, sein Vater István Szívós junior war Olympiasieger 1976. 